# Simeon Hýbl
Simeon Hýbl (* 5. srpna 1974 Zábřeh), je český zpěvák, skladatel, textař a sbormistr.

## Životopis
Od roku 1980 až do roku 1991 navštěvoval uměleckou školu. Ve 14 letech začal psát své první songy a o rok později již vystoupil v hudební skupině Ráchel, které se pak věnoval následujících téměř 20 let a ve které napsal desítky vlastních písní.
Při svých studiích v Anglii v roce 1994 až 1996 dostal nabídku hrát a zpívat v uskupení černých zpěváků, které později přijímá název JOYFUL. Tato sedmičlenná skupina sjezdila Evropu, ale také místa v jižní a střední Africe, nebo USA. V tom stejném prostředí také napsal hudbu pro muzikál „The Prodigle Child“.
Tehdy vyrostl vztah ke gospelu, ve kterém Simeon po svém návratu do rodné vlasti (Česká republika) pokračuje. Nejprve ovlivňuje styl a pojetí vlastní tvorby v uskupení Ráchel, ale o pár let později (2005) seskupuje zpěváky a hudebníky, kteří sw chtěli podílet na unikátním projektu v podobě moderního gospelového souboru. To se mu také podařilo a již v roce 2006 poprvé vystupuje na domácí scéně se svým 80členným gospelovým sborem „Alfa Gospel Praises“. O rok později absolvoval turné do skandinávských zemí. V roce 2008 vystupuje společně se skupinou Kryštof ve Státní opeře a na konci téhož roku (2008) se svým sborem uzavírá rok zpíváním státní hymny a Ódy pro radost na Václavském náměstí v rámci Silvestrovské Show TV Nova. Simeon zrealizoval řadu hudebních projektů a vystoupení, napsal přes stovku vlastních písní, vytvořil muzikál „The Prodigal son“, který měl premiéru poprvé ve Velké Británii.
Simeon se podílí na hudebních projektech a realizuje vystoupení s předními osobnostmi česko-slovenské hudební scény, jako je Karel Gott, Lucie Bílá, Jožo Ráž, No Name, O5&Radeček a další.

## Diskografie
- Our of My Heart - Girl from Ipanema  (2021), Instrumentání album vol.2
- Out of My Heart - Hymns (2020), Instrumentální album vol.1
- Malý princ  (2017) scénická hudba (Supraphon)[1]
- Where am I (2017), Song k filmu “Behind the curtain of night”
- 100 let prázdnin (2010), Album “BBrothers”
- More of Your Glory II. (2009), Album Alfa Gospel Praises
- More of Your Glory I. (2007), Album Alfa Gospel Praises
- Time4Action (2004), Hymn Song (HopeTv)
- Každý den Ti volám (2004), Album sk. Ráchel (Bontonland)
- The Prodigal son (1997), Muzikál – Bracknell United Kingdom
- Čas (1996), Album sk. Ráchel (distribuce Orion)
- Šel jsem tímto světem (1994), Album sk. Ráchel (distribuce Orion)
- Instrumental vol.1 (1992), Album – Simeon Hýbl (distribuce Orion)